# Peucedanum lynesii
Peucedanum lynesii är en flockblommig växtart som beskrevs av C.Norman. Peucedanum lynesii ingår i släktet siljor, och familjen flockblommiga växter. Inga underarter finns listade i Catalogue of Life.